# Millbury, Massachusetts
Millbury är en kommun (town) i södra Worcester County i delstaten Massachusetts i USA. Invånarantalet uppmättes 2010 till 13 261.

### Fotnoter
1. ↑  United States Census Bureau (red.), USA:s folkräkning 2020, läs online, läst: 1 januari 2022.[källa från Wikidata]
2. ↑  hämtat från: engelskspråkiga Wikipedia.[källa från Wikidata]
3. ↑  ”Community Facts” (på engelska). American Factfinder. 26 februari 2010. Arkiverad från originalet den 10 december 2014. https://web.archive.org/web/20141210041242/http://factfinder2.census.gov/faces/nav/jsf/pages/community_facts.xhtml. Läst 20 augusti 2014.